# W. Kerr Scott
William Kerr Scott, född 17 april 1896 i Alamance County, North Carolina, död 16 april 1958 i Burlington, North Carolina, var en amerikansk politiker (demokrat). 
Han var North Carolinas guvernör 1949–1953. Han representerade sedan North Carolina i USA:s senat från 1954 fram till sin död.

## Biografi
Scott utexaminerades 1917 från North Carolina State College. Han deltog sedan i första världskriget i fältartilleriet i USA:s armé. Han var därefter verksam som jordbrukare i North Carolina.
Scott var delstatens jordbruksminister (North Carolina Commissioner of Agriculture) 1937–1948. Han efterträdde 1949 R. Gregg Cherry som delstatens guvernör. Han efterträddes fyra år senare av William B. Umstead.
Scott efterträdde 1954 Alton Lennon som senator för North Carolina. Han undertecknade 1956 års Southern Manifesto, ett upprop till rassegregering. Han avled 1958 i ämbetet och gravsattes på Hawfields Presbyterian Church Cemetery i Alamance County.
Sonen Robert W. Scott var guvernör i North Carolina 1969–1973. Sondottern Meg Scott Phipps var delstatens jordbruksminister 2001–2003.